# كفور العرب
قرية كفورالعرب هي إحدى القرى التابعة لمركز طلخا في محافظة الدقهلية في جمهورية مصر العربية. حسب إحصاءات سنة 2006، بلغ إجمالي السكان في كفورالعرب 5055 نسمة، منهم 2651 رجل و2404 امرأة.